# Rondo Lubelskiego Lipca '80 w Lublinie
Rondo Lubelskiego Lipca 80 w Lublinie – rondo w Lublinie, w dzielnicy Za Cukrownią (w jej części Piaski). Jeden z najważniejszych węzłów komunikacyjnych w Lublinie. Klasyczne cztero-wlotowe rondo, do którego wpada od południa Ulica Lubelskiego Lipca '80, od zachodu Aleje Zygmuntowskie, od północy Aleja Unii Lubelskiej, a od wschodu Ulica Fabryczna.

## Nazwa
Nazwa ronda pochodzi od Strajków w lipcu 1980 roku, które zapoczątkowały tzw. erę Solidarności

## Komunikacja Miejska
Nazwę „Rondo Lubelskiego Lipca” nosi 5 przystanków autobusowych. Kursuje tędy wiele linii autobusowych i trolejbusowych.

## Przebudowa 2018-2019
W październiku 2018 roku ruszyła przebudowa ronda, wyłączono sygnalizację świetlną i zamknięto Aleje Zygmuntowskie oraz ul. Fabryczną. Po remoncie zmienił się wjazd od Lubelskiego Lipca droga została wyprostowana, tzn. wjazd na rondo jest na wprost, a nie jak dotychczas przez fragment Ulicy 1 Maja przy tzw. klinie. Remont zakończył się zgodnie z planem w październiku 2019 r. Przebudowa kosztowała 61 milionów złotych